# Mesochorus strigosus
Mesochorus strigosus là một loài tò vò trong họ Ichneumonidae.